# Pseudocalotes tympanistriga
Espèce
Synonymes
- Calotes tympanistriga Gray, 1831
- Dendragama fruhstorferi Boettger, 1893

Pseudocalotes tympanistriga est une espèce de sauriens de la famille des Agamidae.

## Répartition
Cette espèce est endémique d'Indonésie. Elle se rencontre à Java et à Sumatra.

## Publication originale
- Gray, 1831 "1830" : A synopsis of the species of Class Reptilia. The animal kingdom arranged in conformity with its organisation by the Baron Cuvier with additional descriptions of all the species hither named, and of many before noticed, V Whittaker, Treacher and Co., London, vol. 9, Supplement, p. 1-110 (texte intégral).